# Мадона дел Монте (Савона)
Мадона дел Монте је насеље у Италији у округу Савона, региону Лигурија.
Према процени из 2011. у насељу је живело 49 становника. Насеље се налази на надморској висини од 143 м.